# سیارک ۶۸۶۲
سیارک ۶۸۶۲ (به انگلیسی: 6862 Virgiliomarcon، نامگذاری:1991GL) شش هزار و هشتصد و شصت و دومین سیارک کشف شده‌است که در ۱۱ آوریل ۱۹۹۱ کشف شد.
قدر مطلق سیارک برابر ۱۱٫۴۰ است.